# Černá Novina
Černá Novina (německy Schwarzwald) je zaniklá obec v okrese Česká Lípa, v severní části bývalého vojenského prostoru Ralsko, kvůli jehož založení zanikla. Ležela asi 11 km na ssv. od Kuřívod a 4 km na jihozápad od Osečné. Původní zabrané katastrální území bylo Černá Novina, současné je Náhlov v novodobém městě Ralsko, přičemž původní katastr obce (nikoli samotné sídlo) zasahoval i do současného katastru Hamr na Jezeře.